# IC 4193
IC 4193 ist eine Spiralgalaxie vom Hubble-Typ Sc im Sternbild Jagdhunde am Nordsternhimmel. Sie ist schätzungsweise 372 Millionen Lichtjahre von der Milchstraße entfernt und hat einen Durchmesser von etwa 55.000 Lichtjahren.

Im selben Himmelsareal befinden sich u. a. die Galaxien IC 4161, IC 4165, IC 4184, IC 4204.
Das Objekt wurde am 21. März 1903 von Max Wolf entdeckt.